# Kutná Hora (distrikt)
Kutná Hora (tjeckiska: Okres Kutná Hora) är ett distrikt i Mellersta Böhmen i Tjeckien. Centralort är Kutná Hora.

## Komplett lista över städer och byar
(städer, köpstäder och byar)
- Adamov
- Bernardov
- Bílé Podolí
- Bludov
- Bohdaneč
- Brambory
- Bratčice
- Církvice
- Čáslav
- Čejkovice
- Černíny
- Červené Janovice
- Čestín
- Dobrovítov
- Dolní Pohleď
- Drobovice
- Hlízov
- Horka I
- Horka II
- Horky
- Horušice
- Hostovlice
- Hraběšín
- Chabeřice
- Chlístovice
- Chotusice
- Kácov
- Kluky
- Kobylnice
- Košice
- Krchleby
- Křesetice
- Kutná Hora
- Ledečko
- Malešov
- Miskovice
- Močovice
- Nepoměřice
- Nové Dvory
- Okřesaneč
- Onomyšl
- Opatovice I
- Paběnice
- Pertoltice
- Petrovice I
- Petrovice II
- Podveky
- Potěhy
- Rašovice
- Rataje nad Sázavou
- Rohozec
- Řendějov
- Samopše
- Semtěš
- Schořov
- Slavošov
- Soběšín
- Souňov
- Staňkovice
- Starkoč
- Sudějov
- Suchdol
- Svatý Mikuláš
- Šebestěnice
- Štipoklasy
- Třebešice
- Třebětín
- Třebonín
- Tupadly
- Uhlířské Janovice
- Úmonín
- Úžice
- Vavřinec
- Vidice
- Vinaře
- Vlačice
- Vlastějovice
- Vlkaneč
- Vodranty
- Vrdy
- Záboří nad Labem
- Zbizuby
- Zbraslavice
- Zbýšov
- Zruč nad Sázavou
- Žáky
- Žehušice
- Žleby